# Triumph Speed Twin-serie
De Triumph Speed Twin-serie is een serie 500cc-motorfietsen die het Britse merk Triumph produceerde van 1938 tot 1966. De Speed Twins stonden aan de basis van alle paralleltwins van Triumph tot de productie in 1983 werd beëindigd.

## Voorgeschiedenis

### Val Page en Edward Turner
De oorsprong van de Triumph Speed Twin lag feitelijk bij het merk Ariel, waar Edward Turner zijn spectaculaire Ariel Square Four ontwikkelde. Zijn supervisor was daarbij Valentine "Val" Page. Bij wijze van experiment verwijderden ze het voorste cilinderblok, waardoor een 250cc-paralleltwin ontstond. Deze 250cc-motor liep zo goed, dat Page zich afvroeg waarom ze zoveel werk aan een viercilinder besteedden. Toen Page in 1932 naar Triumph vertrok, voegde hij de daad bij het woord. Hij bouwde Triumph's eerste paralleltwin, het 650cc-Model 6/1. Het model werd gepresenteerd als zijspantrekker, maar het had een kopklepmotor terwijl veel zijspanrijders zijklepmotoren prefereerden, de vraag naar zijspantrekkers nam af waardoor grote concurrentie van andere motorfietsmerken en van de opkomende kleine auto's ontstond en het was met 77 pond de duurste motorfiets op de Britse markt. Het werd echter gewaardeerd door sportieve rijders en werd tamelijk succesvol. Turner voelde zich echter bestolen door Page, die met zijn idee aan de haal gegaan was.

### Edward Turner en Bert Hopwood
In 1936 verkocht Claude Vivian Holbrook, de directeur van de Triumph-motorfietsproductie, zijn bedrijfstak aan Jack Sangster, de eigenaar van Ariel. Die plaatste Turner aan de leiding van het bedrijf, met constructeur Bert Hopwood aan zijn zijde. Val Page vertrok naar concurrent BSA. Turner was nu weliswaar directeur, maar ook nog steeds constructeur en tegen de zin van Bert Hopwood haalde hij Page's Model 6/1 meteen uit productie. Technisch borduurden Turner en Hopwood in 1936 graag voort op de producten van Page, maar ze brachten uiterlijke wijzigingen aan aan de 250cc-Model 2-serie, de 350cc-Model 3-serie en de 500cc-Model 5-serie. Daarnaast vernieuwden ze ook met een aantal sportmotoren, de 250cc-Triumph Tiger 70, de 350cc-Triumph Tiger 80 en de 500cc-Triumph Tiger 90. De zijspanrijders kregen de goedkopere eencilinderzijklep-Triumph De Luxe 6 S.
| Het Model 6/1 van Val Page had een tamelijk rommelig motorblok vergeleken met Turner's Speed Twin.                                                             |
| De rechterkant van het Speed Twin-blok met het distributiecarter, de magdyno, de carburateur, de olietank en de vierversnellingsbak.                           |
| De linkerkant van het Speed Twin-blok met het deksel van de primaire transmissie met de uitstulping waar de transmissiedemper achter zat. Rechtsboven de accu. |
| Speed Twin 5T uit 1949, met de Triumph sprung hub in het achterwiel.                                                                                           |
| De nacelle bood ruimte aan de instrumenten die eerder op de tank zaten.                                                                                        |

Op de British Motorcycle Show eind 1937 werden deze modellen aan het publiek getoond. Val Page presenteerde daar zijn nieuwe sportmotor BSA M24 Gold Star, die 28 pk leverde maar die 82 pond kostte. De presentatie werd overschaduwd door de Triumph Speed Twin 5T, die niet een als sportmotor te boek stond, maar die desondanks ruim 28 pk op de been bracht. Voor 75 pond was de machine tamelijk goedkoop, maar desondanks stond hier een goed ontworpen en sterke paralleltwin die de concurrenten dwong om ook dergelijke machines te gaan produceren. De Tweede Wereldoorlog was hierbij een obstakel, maar na de oorlog verschenen de BSA A7, het Norton Model 7, het AJS Model 20, de Royal Enfield Twin en de Matchless G9. Tot in de jaren zeventig dreef de Britse motorfietsindustrie grotendeels op ontwerpen die gebaseerd waren op de Triumph Speed Twins en zelfs de Yamaha XS 650 leek er veel op.

## Triumph Speed Twin 5T 1937-1940
Een van de redenen van de lage prijs van de Triumph Speed Twin 5T was het feit dat het Edward Turner opnieuw gelukt was om een meercilinder zo compact te bouwen dat hij in het frame van een eencilinder paste. Niet alleen het frame, maar de meeste onderdelen kwamen rechtstreeks van de eencilinders Triumph De Luxe 5 H en Tiger 90. Ze behield de Girder-voorvork en het semi-dubbel wiegframe, het instrumentenpaneel op de tank en de ongeveerde achtervork, waardoor het geveerde zweefzadel voor wat comfort moest zorgen. De snelheidsmeter zat op het stuur en de machine was afgewerkt in "Amarant" rood, waarbij de tank verchroomd was met Amarantrode flanken die met gouden biezen waren afgezet.

### Motor
De motor was een dwarsgeplaatste, luchtgekoelde paralleltwin met een boring van 63 mm en een slag van 80 mm. Ook dat was een kostenbesparing, want het waren dezelfde maten als van de 250cc-eencilinder De Luxe 2 H. De motor kreeg twee nokkenassen: voor de uitlaatkleppen aan de voorkant van het cilinderblok en voor de inlaatkleppen aan de achterkant. Aan de rechterkant zat het distributiecarter, dat strak was afgewerkt en waarbij de tandwielaandrijving van de 6 volt-magdyno vrijwel onzichtbaar was. De brandstoftoevoer werd verzorgd voor een enkele Amal Type 6-carburateur met een doorlaat van 23,8 mm. Het hele kleppenmechanisme was ingesloten en opgenomen in het dry-sump-smeersysteem. Ten opzichte van het Model 6/1, dat een unit construction-blok had, deed Turner een stapje terug door een pre unit-versnellingsbak te monteren.

### Transmissie
De transmissie en het rijwielgedeelte kwamen zoals gezegd van de eencilinders. Links op de krukas zat een schroefveer-transmissiedemper met het voorste tandwiel van de primaire aandrijving. Via een ketting en een tweede tandwiel dreef die de meervoudige natte plaatkoppeling en vervolgens de voetgeschakelde vierversnellingsbak met kickstarter aan. Het achterwiel werd aangedreven door een ketting.

### Rijwielgedeelte
De Triumph Speed Twin 5T kreeg het nieuwe, lichtere semi-dubbel wiegframe met een enkele voorbuis die vanaf het balhoofd naar de onderkant van het motorblok liep, waar ze in twee afzonderlijke buizen werd gesplitst. De voorvork was de gebruikelijke girder met een enkele centrale schroefveer, een frictie-schokdemper en een frictie-stuurdemper. Achtervering was er niet. Voor en achter zaten trommelremmen.

### Tweede Wereldoorlog
Toen de Tweede Wereldoorlog uitbrak eindigde de civiele productie van vrijwel alle Britse motorfietsen. Triumph bouwde een aantal militaire exemplaren van de Speed Twin, maar had nog veel meer ijzers in het vuur: de Triumph 3SW, een 350cc-eencilinderzijklepper, de Triumph 3TW, een 350cc-tweecilinderkopklepper, de Triumph 3HW, een 350cc-eencilinderkopklepper en de Triumph 5SW, een 500cc-eencilinderzijklepper. Vooral de 3TW trok de aandacht van het Britse War Office, als 350cc-machine naast de 500cc-BSA W-M20. Dat kon niet doorgaan omdat de Triumph-fabriek aan Priory Street verloren ging bij het bombardement op Coventry op 14 november 1940. Noodgedwongen ging de opdracht naar Matchless met de 350cc-Matchless G3/L. Triumph had alleen nog enkele productiemachines, maar de motorfietsen en de bouwtekeningen gingen verloren. Triumph bouwde binnen enkele jaren een nieuwe fabriek in Meriden en nam de productie in 1942 weer op, maar de militaire opdrachten waren grotendeels vergeven. De Triumph 3SW werd aangekocht voor vrouwelijke motorordonnansen van de Women's Royal Naval Service en de mannelijke ordonnansen van de Royal Navy kregen de 3HW.

## Triumph Speed Twin 5T 1947-1953
Onmiddellijk na de oorlog, in 1946, begon Turner met de doorontwikkeling van de Speed Twin. Naar voorbeeld van de Matchless G3/L kreeg de machine een telescoopvork en - optioneel - ook achtervering. Turner koos hierbij echter niet voor plunjervering maar voor een geveerde naaf die George Dowty voor het landingsgestel van de Gloster Gladiator dubbeldekker had ontwikkeld. Dit werd de Triumph sprung hub, die slechts vijf centimeter veerweg gaf maar wel acht kilo toevoegde aan het onafgeveerd gewicht. De gasmanette was vervangen door een twistgrip. In 1949 bracht Turner de koplampnacelle aan, waardoor het instrumentenpaneel van de tank naar de koplamp verhuisde. Vanaf dat moment konden klanten optioneel een kleine bagagedrager op de tank laten monteren. In deze jaren was het gebruik van chroom heel beperkt, eerst door tekorten in de nasleep van de Tweede Wereldoorlog en begin jaren vijftig door de Koreaanse Oorlog.

## Triumph Speed Twin 5T 1953-1958
In 1953 baarde de Speed Twin opzien door de vervanging van de magdyno door een wisselstroomdynamo en een accu-bobine-ontsteking. De dynamo zat op het linker uiteinde van de krukas, bij het eerste tandwiel van de primaire transmissie. In 1954 kreeg de machine een swingarm-achtervork. Daardoor was het ook mogelijk het geveerde zweefzadel te vervangen door een duozadel waarmee ook een passagier comfortabel kon zitten.

## Triumph Speed Twin 5TA 1959-1966
In 1959 werd de Speed Twin tamelijk rigoureus vernieuwd. De Speed Twin 5TA was meer afgeleid van de 350cc-Triumph Twenty One dan van de originele Speed Twin 5T. Zo deelde ze dezelfde, veel kortere slag van 65,5 mm, waardoor de boring moest groeien naar 69 mm om tot een cilinderinhoud van net geen 490 cc te komen. Bovendien kreeg ze nu een unit construction-blok met geïntegreerde versnellingsbak. Ook de 17 inch wielen stamden van de Twenty One. Nog belangrijker was echter de toevoeging van veel plaatwerk rond het achterwiel, dat de bijnaam "bathtub" (badkuip) kreeg, in combinatie met een forser voorspatbord. Ook dit plaatwerk kwam van de Twenty One en was een ontwerp van Edward Turner en Jack Wickes. Dat vele plaatwerk werd niet overal goed ontvangen, zeker niet op de zo belangrijke Amerikaanse markt, die aan de Oostkust werd vertegenwoordigd door de Triumph Corporation (Tri-Cor) in Baltimore (Maryland) en aan de Westkust door Johnson Motors (JoMo) in Pasadena (Californië) met een belangrijke dealer, Bud Ekins in Sherman Oaks (ook in Californië enkele tientallen kilometers van Pasadena). Vooral aan de Westkust zocht men lichte, sterke en sportieve modellen, die Triumph met de Triumph Tiger 100 ook wel bood, maar ook de meer toeristisch ingestelde Amerikanen waren niet gecharmeerd van al het plaatwerk. Veel dealers moesten het bij het uitkratten van de motorfiets meteen verwijderen om de motorfietsen te kunnen verkopen. Bud Ekins had stapels van deze bathtubs achter zijn bedrijf liggen, maar Tri-Cor probeerde de klanten te overtuigen door de machine Triumph Streamliner te noemen. In 1964 werd het plaatwerk iets kleiner, waardoor het de naam "bikini" kreeg en in het laatste productiejaar, 1966, was het helemaal verdwenen.

## Triumph TR5 Trophy 1949-1958
De Triumph TR5 Trophy was gebaseerd op de Speed Twin, maar was een terreinmotor met de speciale lichtgewicht aluminium cilinders die tijdens de Tweede Wereldoorlog voor een luchtmachtaggregaat waren ontwikkeld en die ook in de Triumph T100GP-productieracer werden gebruikt. De aanleiding voor deze machine waren de drie gouden medailles die het Triumph-fabrieksteam in 1948 tijdens de International Six Days Trial in Italië had gewonnen. Daar kwam ook de naam "Trophy" vandaan. De eerdere machines hadden nog tamelijk rechthoekige koelribben, die vanaf 1951 werden vervangen door rondere exemplaren die ook dunner waren en van de Triumph Tiger 100 stamden. Na 1959 verschenen machines met de nieuwe motor met een andere boring/slagverhouding en het unit construction-blok, maar de TR5 kreeg in Europa nog geen opvolger. In de Verenigde Staten was er wel nog ruimte voor een 500cc-offroad. In de desert race daar bestond de AMA Class C uit 750cc-zijkleppers (lees: Harley-Davidson XR 750) en 500cc-kopkleppers. Hiervoor verscheen de TR5A/C, die pas in 1961 op de markt kwam. In de rest van de wereld konden terreinrijders al beschikken over de 650cc-TR6 Trophy.

### Beroemde eigenaren

#### James Dean
Geïnspireerd door de film The Wild One, waarin Marlon Brando een 6T Thunderbird reed, kocht James Dean een TR5 Trophy. Die werd na zijn dood verkocht, maar weer teruggevonden en tentoongesteld in de James Dean Gallery in Fairmount (Indiana).

#### The Fonz
In de sitcom Happy Days gebruikte Henry Winkler ("The Fonz") een licht verbouwde Triumph TR5 Trophy, die was opgebouwd door stuntman/motorfietsdealer Bud Ekins. Ekins schilderde de tank zilvergrijs, verwijderde het voorspatbord en verving het stuur. De machine werd in 2011 geveild.

## Daytona 200 1962
Don Burnett werd in de Daytona 200 van 1961 al tweede achter Roger Reiman (Harley-Davidson), maar in 1962 won hij de race. Opmerkelijk was het gebruik van een gemodificeerde Speed Twin 5TA in plaats van de sportievere Triumph Tiger 100 SS.

## Afgeleide modellen
Uiteindelijk richtte Triumph zich na de Tweede Wereldoorlog vrijwel uitsluitend op de productie van paralleltwins, tot het faillissement in 1983, maar kort na het verschijnen van de Speed Twin volgden in 1939 al de 500cc-Triumph Tiger 100, in 1940 de militaire Triumph 3TW en in 1943 begon de ontwikkeling van de Triumph TRW, een 500cc-paralleltwin met zijkleppen voor het War Office. In 1949 verscheen de 650cc-Triumph 6T Thunderbird.

### De naam "Trophy"
De naam "Trophy" werd nog lang door Triumph gebruikt, allereerst voor de 650cc-Triumph TR6 Trophy, maar later ook voor de 250cc-Triumph TR25W Trophy en de 500cc-Triumph T100C Trophy 500 en Triumph TR5T Trophy Trail. Toen eind jaren tachtig Triumph Motorcycles Ltd. door John Bloor werd opgericht, verschenen er twee "Trophy"-modellen: de Triumph Trophy 900 en de Triumph Trophy 1200. Dit waren echter geen terreinmotoren meer, maar zware toermodellen.

## Afbeeldingen

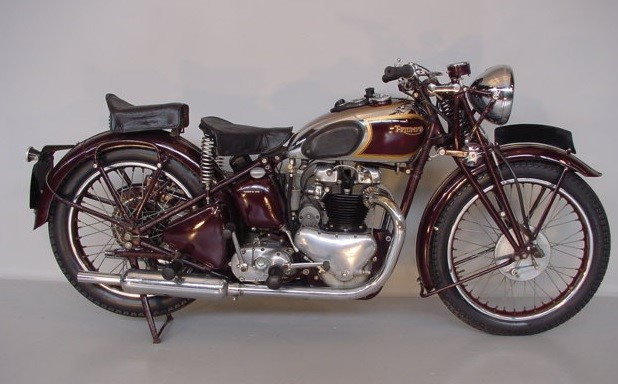
De Speed Twin 5T uit 1937.
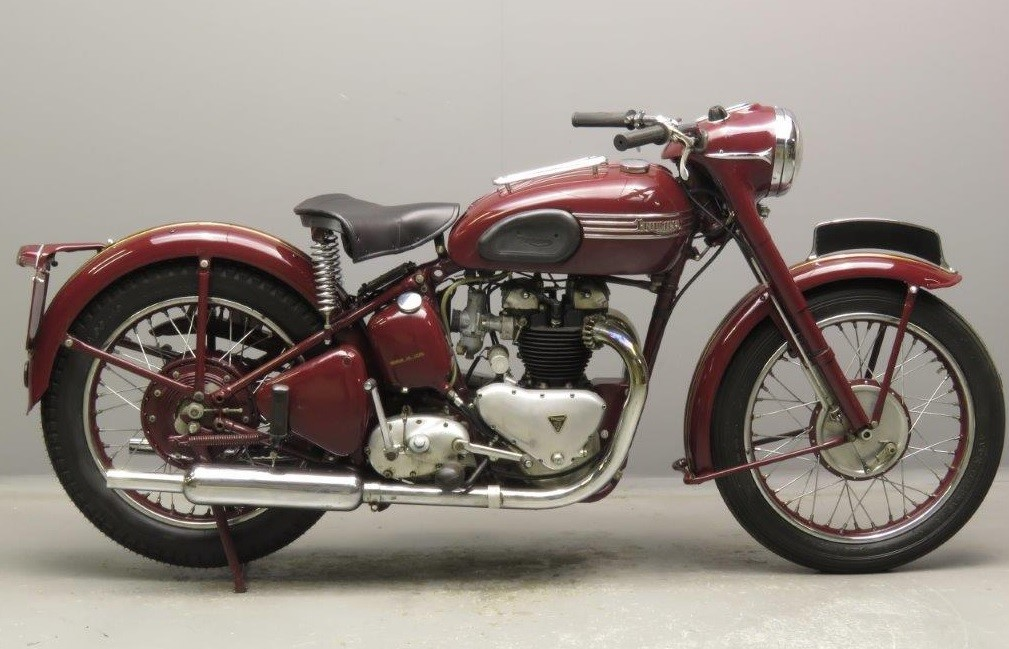
In 1953 was er nog de Triumph sprung hub en ook al de koplampnacelle.
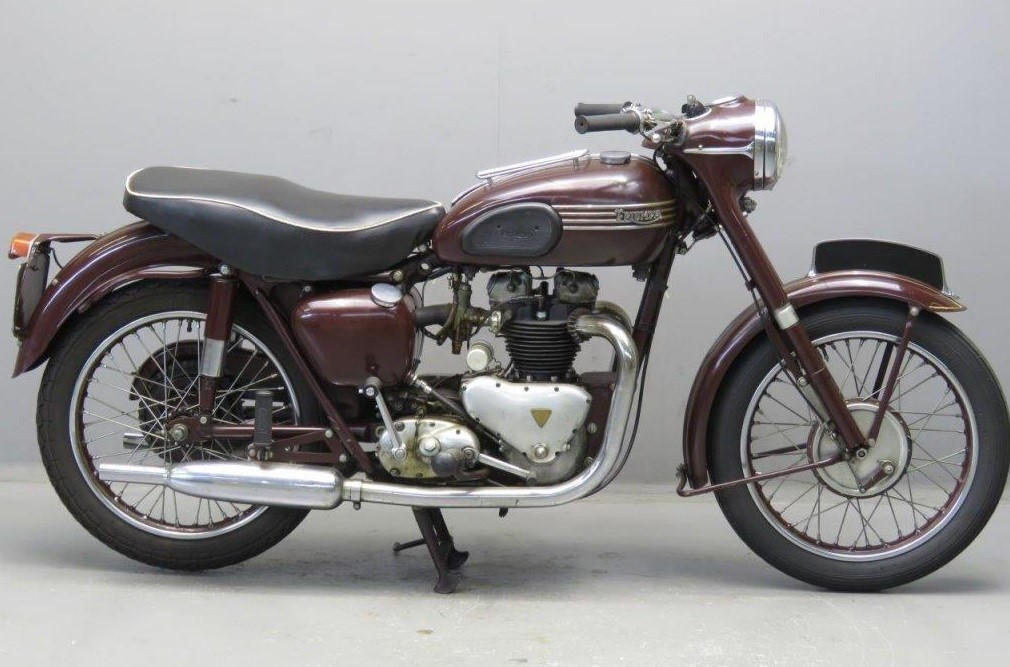
In 1954 volgden de swingarm-achtervering en een duozadel.
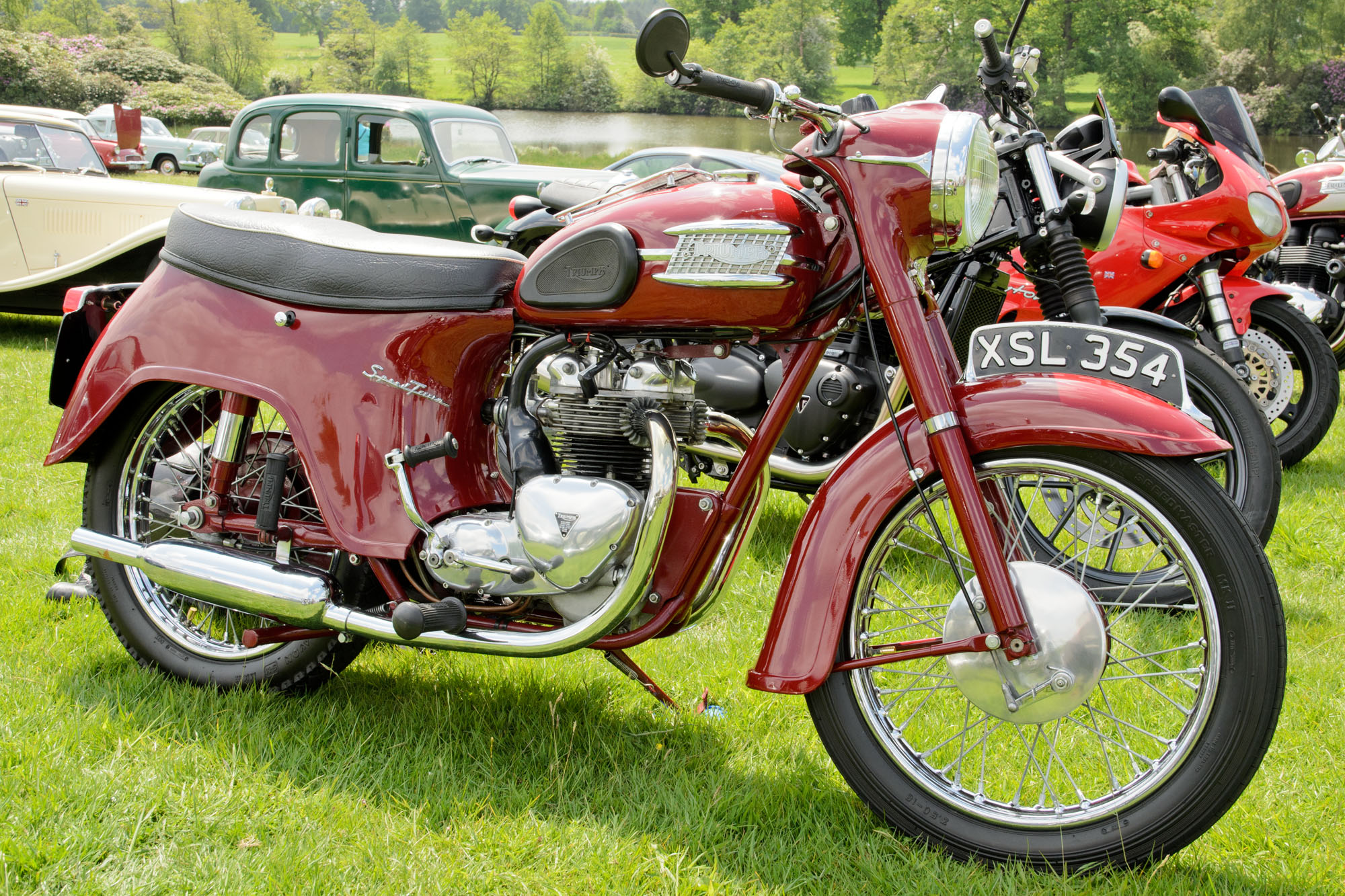
De Speed Twin 5TA kreeg een forser voorspatbord en de "bathtub" stroomlijn rond het achterwiel.
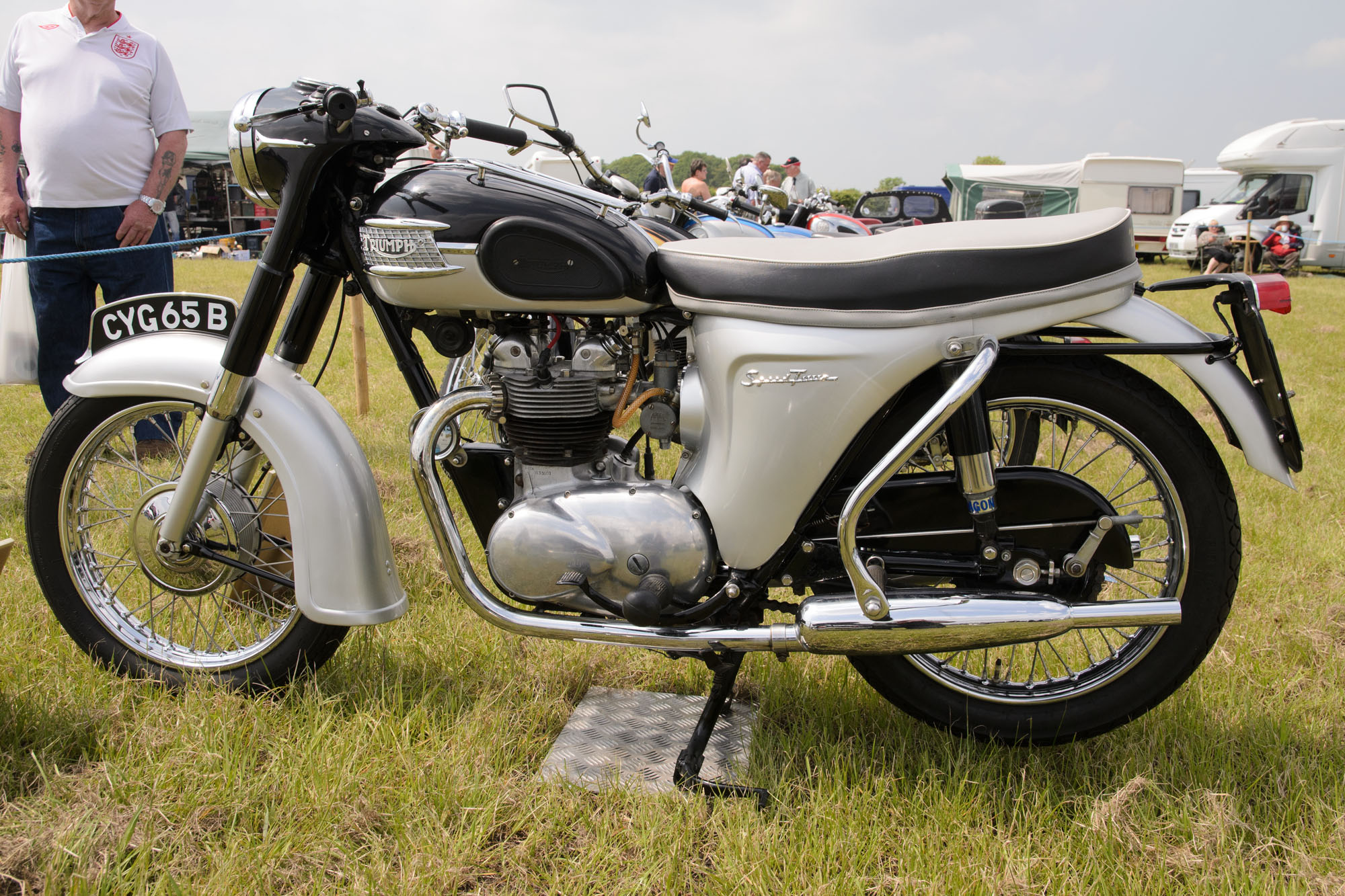
In 1964 werd de "bathtub" iets kleiner (de "bikini") om in 1966 helemaal te verdwijnen.
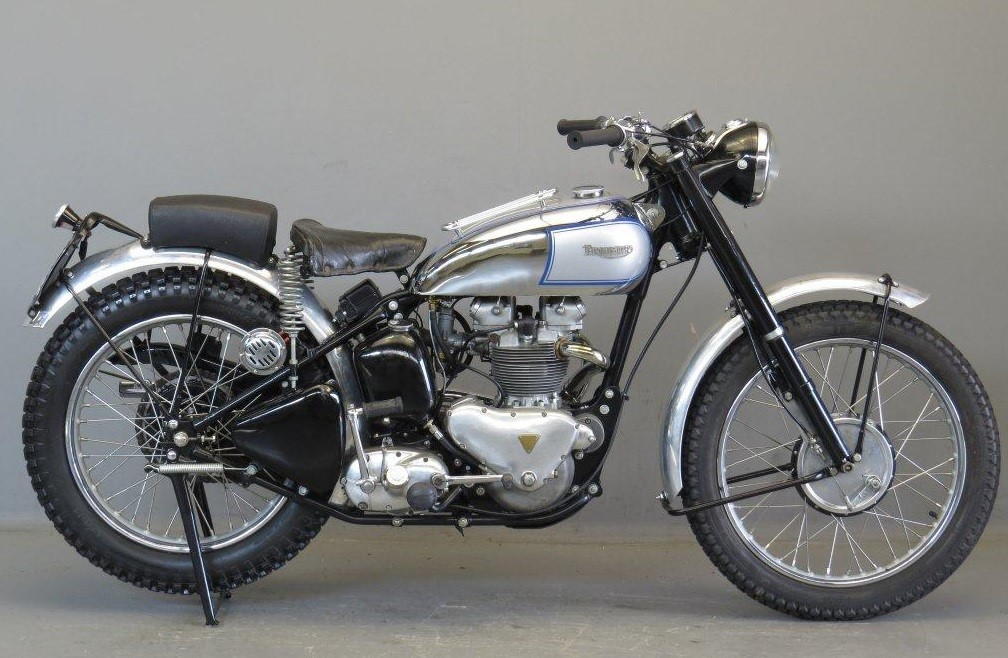
TR5 Trophy uit 1951

## Technische gegevens
| Triumph                | Speed Twin 5T                    | Speed Twin 5T                    | Speed Twin 5T                    | Speed Twin 5TA                            |                              | TR5 Trophy |
| ---------------------- | -------------------------------- | -------------------------------- | -------------------------------- | ----------------------------------------- | ---------------------------- | ---------- |
| Periode                | 1937-1940                        | 1947-1953                        | 1953-1958                        | 1959-1966                                 | 1949-1958                    |            |
| Categorie              | Toer                             | Toer                             | Toer                             | Toer                                      | Offroad                      |            |
| Motortype              | Stoterstangen kopklepmotor       | Stoterstangen kopklepmotor       | Stoterstangen kopklepmotor       | Stoterstangen kopklepmotor                | Stoterstangen kopklepmotor   |            |
| Bouwwijze              | Dwarsgeplaatste paralleltwin     | Dwarsgeplaatste paralleltwin     | Dwarsgeplaatste paralleltwin     | Dwarsgeplaatste paralleltwin              | Dwarsgeplaatste paralleltwin |            |
| Koeling                | Lucht                            | Lucht                            | Lucht                            | Lucht                                     | Lucht                        |            |
| Boring                 | 63 mm                            | 63 mm                            | 63 mm                            | 69 mm                                     | 63 mm                        |            |
| Slag                   | 80 mm                            | 80 mm                            | 80 mm                            | 65,5 mm                                   | 80 mm                        |            |
| Cilinderinhoud         | 498,8 cc                         | 498,8 cc                         | 498,8 cc                         | 489,8 cc                                  | 498,8 cc                     |            |
| Carburateur(s)         | 1 Amal Type 6 23,8mm-carburateur | 1 Amal Type 6 23,8mm-carburateur | 1 Amal Type 6 23,8mm-carburateur | 1 Amal 375/35 Monobloc 22,2mm-carburateur | 1 Amal-carburateur           |            |
| Ontsteking             | 6 volt magdyno                   | 6 volt magdyno                   | 6 volt accu-bobine               | 6 volt accu-bobine                        | 6 volt accu-bobine           |            |
| Smeersysteem           | Dry sump                         | Dry sump                         | Dry sump                         | Dry sump                                  | Dry sump                     |            |
| Compressieverhouding   | 7,2:1                            | 7,2:1                            | 7,2:1                            | 7:1                                       | 7,2:1                        |            |
| Max. Vermogen          | 28,5 pk bij 6.000 tpm            | 28,5 pk bij 6.000 tpm            | 28,5 pk bij 6.000 tpm            | 27 pk bij 6.500 tpm                       | 25 pk                        |            |
| Topsnelheid            | ca. 160 km/uur                   | ca. 160 km/uur                   | ca. 160 km/uur                   | 150 km/uur                                | 145 km/uur                   |            |
| Primaire aandrijving   | Ketting                          | Ketting                          | Ketting                          | Ketting                                   | Ketting                      |            |
| Koppeling              | Meervoudige natte plaat          | Meervoudige natte plaat          | Meervoudige natte plaat          | Meervoudige natte plaat                   | Meervoudige natte plaat      |            |
| Versnellingen          | 4                                | 4                                | 4                                | 4                                         | 4                            |            |
| Secundaire aandrijving | Ketting                          | Ketting                          | Ketting                          | Ketting                                   | Ketting                      |            |
| rijwielgedeelte        | Semi-dubbel wiegframe            | Semi-dubbel wiegframe            | Semi-dubbel wiegframe            | Semi-dubbel wiegframe                     | Semi-dubbel wiegframe        |            |
| Voorvork               | Girder                           | Telescoopvork                    | Telescoopvork                    | Telescoopvork                             | Telescoopvork                |            |
| Achtervork             | Star                             | Sprung hub                       | swingarm                         | swingarm                                  | Sprung hub                   |            |
| Remmen                 | Trommelremmen                    | Trommelremmen                    | Trommelremmen                    | Trommelremmen                             | Trommelremmen                |            |
| Tankinhoud             | 18 liter                         | 18 liter                         | 18 liter                         | 16 liter                                  | Onbekend                     |            |
| Droog gewicht          | 182 kg                           | 190 kg                           | 190 kg                           | 155 kg                                    | 130 kg                       |            |